# Deividas Dulkys
Deividas Dulkys (Šilutė, 12 de marzo de 1988) es un exjugador y entrenador de baloncesto lituano que disputó 10 temporadas como profesional. Con 1,95 metros de altura, jugaba en la posición de alero.

## Carrera deportiva

### Profesional
Se formó en la universidad norteamericana de Florida State, siendo un auténtico trotamundos del baloncesto europeo, donde acumula experiencias en Lietuvos Rytas (2012/2013), Riga , Wloclawek y Tofas en una movida temporada 2013/14, Venezia (2014/2015) y en la 2015/2016, en el baloncesto turco, concretamente en el Yeşilgiresun Belediye de la Superliga Turca, donde acreditó unos números más que aceptables con 10,2 puntos y casi tres rebotes por encuentro.
En octubre de 2016, firma un contrato temporal con el Obradoiro para cubrir la baja de Alberto Corbacho.
En 2019 firma un contrato con el Bàsquet Manresa de la Liga ACB, con el que promedia 6,6 puntos, 2,3 rebotes y 1,3 asistencias, y contribuyó a la buena temporada que hizo el equipo, tanto en la Liga Endesa como la Basketball Champions League.
Al acabar la temporada rescindiría su contrato con Bàsquet Manresa.
En noviembre de 2020, regresa al Bàsquet Manresa de la Liga ACB, firmando un contrato hasta el final de la temporada.

### Entrenador
El 23 de octubre de 2021, firma como asistente técnico de los Memphis Hustle.
El 12 de agosto de 2022, se convierte en técnico desarrollador de jugadores en Sacramento Kings.
El 31 de mayo de 2024, se une al cuerpo técnico de Jordi Fernández en Brooklyn Nets.